# Susumu
Susumu (jap. すすむ, ススム) – męskie imię japońskie.

## Możliwa pisownia
Susumu można zapisać, używając wielu różnych znaków kanji i może znaczyć m.in.:
- 進, „postęp”[1] (występuje też inna wymowa tego imienia: Shin)
- 晋, „postęp” (występuje też inna wymowa tego imienia: Shin)

## Znane osoby
- Susumu Chiba (進歩), japoński seiyū
- Susumu Fujita (進), japoński aktor
- Susumu Fukui (進), japoński gracz Go
- Susumu Hani (進), japoński reżyser filmowy
- Susumu Hirasawa (進), japoński kompozytor, muzyk, twórca muzyki elektronicznej
- Susumu Katsumata (進), japoński mangaka
- Susumu Kuno (暲), japoński językoznawca i pisarz
- Susumu Kurobe (進), japoński aktor
- Susumu Matsushima (進), japoński fotograf
- Susumu Ōno (乾), japoński biolog molekularny
- Susumu Ōno (晋), japoński językoznawca
- Susumu Satō (進), japoński chirurg
- Susumu Terajima (進), japoński aktor, znany również pod pseudonimem Sabu
- Susumu Tonegawa (進), japoński naukowiec, zdobywca Nagrody Nobla w dziedzinie fizjologii i medycyny w 1987 r.
- Susumu Uemura (晋), japoński piłkarz
- Susumu Yanase (進), japoński polityk
- Susumu Yokota (進), japoński kompozytor

## Fikcyjne postacie
- Susumu Yamazaki (烝), bohater mangi i anime Peacemaker Kurogane